# Сажень
Са́жень (д.-рус. сѧжень від прасл. *sęgъ, *sęženь, утвореного від *sęgati — «сягати») — руська одиниця вимірювання відстані, площі та об'єму. Кубічний сажень також називався сяг.

## Хронологічна ретроспектива в Російській імперії
- У XVII столітті основною мірою був триаршинний сажень, що дорівнював 2,16 метра й містив три аршини (72 см) по 16 вершків. Зазвичай його назвали «казенний сажень», оскільки його використання запровадила держава (Московське царство, а потім і Російська імперія). Відповідно до «Соборного уложення» 1649 року було обрано саме триаршинний сажень, якому надали перевагу перед 2,5-аршинним.

- За Петра І російські міри довжини прирівняли до англійських. Один російський аршин дорівнював 28 англійським дюймам. Тобто 3 аршини дорівнювали 7 англійським футам, що становить 213,36 см. Проте Л. Сєдова стверджує, що досі не знайдено документів, котрі б це потверджували[5].

- У XVIII столітті відбулась уніфікація метрології в Гетьманщині відповідно до російських стандартів, адже вже на початку XVIII століття російська адміністрація була зацікавлена в упорядкуванні мір. У 1736—1742 роках працювала «Державна комісія мір та ваги», котра опікувалась уточненням мірчих стандартів та поширенням їх по всій імперії. Відтоді на Лівобережній Україні почали використовувати казенний сажень.

- Від 11 жовтня 1835 року, згідно з указом Миколи I «Про систему російських мір і вагів», було додатково прирівняно довжину сажня до довжини 7 англійських футів, тобто рівно до 2,1336 метра.

- В 1849 р. впроваджений на Правобережній Україні (також і на інших підконтрольних Російській імперії землях) замість старопольського сажня (затвердженого Конституцією 1764 р.), який дорівнював 1,786 м.

- З введенням 1924 року в СРСР метричної системи вимірів сажень вийшов з ужитку.

## Хронологічна ретроспектива в Австрійській імперії
- З включенням Галичини до складу Австрійської імперії впроваджено віденський сажень (нім. Klafter) 1,8965 м., 1600 квадратних сажнів становили 1 нижньоавстрійський морг (0,5755 га).

## Співвіднесення з іншими одиницями довжини
- 1 сажень = 7 англійських футів = 84 дюйми = 2,134 метра
- 1 сажень = 1/500 версти = 3 аршини = 12 п'ядей = 48 вершків

### Види сажня
- Триліктевий = 182,88 см
- Триаршинний (казенний) = 213,36 см
- 2,5-аршинний (маховий) = 182 см (маховий — відстань між пальцями розкинутих рук)
- Чотириаршинний = 4 аршини = 284,48 см
- Косовий сажень = від кінця пальців рук до кінця пальців ніг = приблизно 248 см
- Малий сажень = від витягнутої на рівень плеча руки до підлоги ≈ 142,4 см
- Морський сажень = 6 англійських футів = 182,88 см
- Грецький сажень ≈ 6 англійських футів 1 дюйм = 185,42 см. Оргійя — грецький маховий сажень.
- Гірничий сажень — (лат. «passus») — дорівнює трьом ліктям (близько 1,6 м). Лахтер — німецький гірничий сажень, який дорівнював за часів Агріколи близько 1,7 м[6].
- Квадратний сажень — дорівнювала 9 квадратним аршинам, 49 квадратним футам, 2304 квадратним вершкам або 7056 квадратних дюймів.